# Соломчина
Соломчина — річка в Україні, ліва притока Верхньої Терси у Синельниківському районі Дніпропетровської області. Сточище Дніпра.
Довжина 23 км. Площа сточища 119 км². Похил річки 3,4 м/км.
Відстань від гирла Вищої Терси до гирла Соломчини — 2,5 км.
Над Соломчиною положені села: Вербовське, Рубанівське, залишки Петрівського, Аврамівка, Червона Долина, Шев'якине.